# Betty Anne Waters
Betty Anne Waters (Originaltitel: Conviction) ist ein US-amerikanisches Filmdrama von Regisseur Tony Goldwyn aus dem Jahr 2010, basierend auf wahren Begebenheiten.

## Handlung
Betty Anne ist zusammen mit ihrem Bruder Kenny in schwierigen sozialen Verhältnissen in dem kleinen Ort Ayer (Massachusetts) aufgewachsen. Schon früh waren die beiden unzertrennlichen Kinder polizeibekannt, da sie beispielsweise in fremde Häuser einstiegen, um Süßigkeiten zu entwenden, und weil sie von Zuhause wegliefen. Inzwischen ist Betty verheiratet und hat ein Kind, Kenny hat eine Tochter.
Als in der Nachbarschaft ein Raubmord geschieht, fixiert sich die übereifrige Ermittlerin Nancy Taylor auf den vorbestraften Kenny, der Kratzspuren im Gesicht aufweist. Nachdem man ihm zunächst nichts nachweisen kann, wird er zwei Jahre später auf der Beerdigung seines Großvaters von der Polizei verhaftet und anschließend zu einer lebenslangen Haftstrafe ohne Begnadigungsmöglichkeit verurteilt. Ausschlaggebend für die Verurteilung sind Aussagen aus seinem privaten Umfeld, die die Ermittlerin zusammengetragen hat.
Nur Betty Anne glaubt an seine Unschuld. Nachdem er versucht hat, sich im Gefängnis umzubringen, bittet sie ihn, es nicht erneut zu versuchen, und verspricht ihm, dass sie alles versuchen wird, ihn zu befreien. Betty Anne holt den Highschool-Abschluss nach und fängt an, Jura zu studieren. Während des Studiums erzählt ihr eine Kommilitonin, dass es ein neu entwickeltes Verfahren gibt, in dem die DNS verglichen werden. Sie kontaktiert den Anwalt Barry Scheck vom Innocence Project, welches Justizirrtümer aufzuklären versucht. Nachdem sie die Anwaltsprüfung bestanden hat, sucht sie nach Beweisen für die Unschuld ihres Bruders. Durch Hartnäckigkeit gelangt sie an die alten Beweisstücke, obwohl diese bereits hätten vernichtet sein sollen. Der Gentest bestätigt Kennys Unschuld. Die Staatsanwältin Martha Coakley widersetzt sich seiner Freilassung; es gebe genügend Beweise für eine Mittäterschaft. Betty Anne und Barry Scheck können aber nachweisen, dass Zeugenaussagen falsch waren; u. a. revidiert Kennys Ex-Frau ihre Aussage und beschuldigt Nancy Taylor, sie zum Meineid getrieben zu haben.
Kenny wird daraufhin freigesprochen und nach 18 Jahren aus der Haft entlassen.

## Hintergrund
Betty Anne Waters, die vierte Regiearbeit des auch als Schauspieler bekannten Tony Goldwyn, beruht auf einer wahren Begebenheit. Goldwyn und seine Autorin Pamela Gray haben den Waters-Fall recherchiert. Die Eckdaten des Films sind authentisch: der Fund der verstümmelten Leiche am Rand von Ayer, Massachusetts, im Jahr 1980, Kennys Verurteilung zwei Jahre später, Bettys „Doppelleben“ als Ehefrau, zweifache Mutter, Kellnerin und Studentin sowie ihr hartnäckiger Einsatz als Anwältin für Kennys Rechte während der 1990er Jahre.
Das echte Innocence Project hat bis 2011 312 zu Unrecht Verurteilten geholfen, ihre Unschuld zu beweisen. Kenny Waters starb sechs Monate nach seiner Freilassung bei einem Unfall.

## Auszeichnungen und Nominierungen
- 2010: Nominierung für den Broadcast Film Critics Association Award als bester Nebendarsteller für Sam Rockwell
- 2010: Nominierung für den Screen Actors Guild Award als beste Hauptdarstellerin für Hilary Swank
- 2010: Boston Society of Film Critics Award für Juliette Lewis als beste Nebendarstellerin